# Saint-Aubin-le-Cloud
Saint-Aubin-le-Cloud è un comune francese di 1 910 abitanti situato nel dipartimento delle Deux-Sèvres nella regione della Nuova Aquitania.

## Società

### Evoluzione demografica
Abitanti censiti